# What’s Love Got to Do with It? (2022)
What’s Love Got to Do with It? ist eine britische romantische Filmkomödie aus dem Jahr 2022 von Regisseur Shekhar Kapur mit Lily James, Shazad Latif und Emma Thompson. Premiere war am 11. September 2022 im Rahmen des Toronto International Film Festivals 2022. In Deutschland kam der Film am 23. Februar 2023 in die Kinos. Auf Sky Cinema Premieren wurde der Film erstmals am 24. November 2023 gezeigt.

## Handlung
Zoe ist eine Dokumentarfilmerin. Bei der Suche nach einem Partner mit verschiedenen Dating-Apps war sie bislang nicht erfolgreich, ihre Mutter Cath wird deshalb ungeduldig.
Kazim ist ein Arzt, Zoes Nachbar und Jugendfreund. Er folgt dem Beispiel seiner Eltern und wählt eine arrangierte Heirat mit einer Braut aus Pakistan. Mit der Kamera begleitet Zoe Kazim auf seiner Reise von London nach Lahore, um dort die Frau kennenzulernen, die seine Eltern für ihn ausgesucht haben.

## Synchronisation
Die deutschsprachige Synchronisation übernahm die Neue Tonfilm München. Das Dialogbuch schrieb Hilke Flickenschildt, die auch Dialogregie führte.
| Rolle                     | Darsteller      | Synchronsprecher   |
| ------------------------- | --------------- | ------------------ |
| Zoe                       | Lily James      | Yvonne Greitzke    |
| Kazim 'Kaz' Khan          | Shazad Latif    | Ozan Ünal          |
| Cath                      | Emma Thompson   | Monica Bielenstein |
| Aisha Khan                | Shabana Azmi    | Cathlen Gawlich    |
| Farooq                    | Mim Shaikh      | Sebastian Kluckert |
| James                     | Oliver Chris    | Johannes Raspe     |
| Jamila                    | Mariam Haque    | Susanne Geier      |
| Maymouna                  | Sajal Aly       | Özge Kayalar       |
| Mo, der Heiratsvermittler | Asim Chaudhry   | Marius Clarén      |
| Olly                      | Alexander Owen  | Konrad Bösherz     |
| Sam                       | Ben Ashenden    | Jaron Löwenberg    |
| Yasmin Khan               | Iman Boujelouah | Samina König       |
| Zahid Khan                | Jeff Mirza      | Christian Gaul     |

## Produktion und Hintergrund
Produziert wurde der Film von Working Title Films (Produzenten Tim Bevan und Eric Fellner) und Instinct Productions (Produzentin Jemima Khan). Den Vertrieb übernahm Studiocanal.
Die Kamera führte Remi Adefarasin, die Montage verantworteten Guy Bensley und Nick Moore. Das Kostümbild gestaltete Caroline McCall, das Szenenbild Simon Elliott und das Maskenbild Tara McDonald.

## Rezeption
Linda Mullan meinte auf outnow.ch, dass es sich um eine charmante Rom-Com handle, die manchmal nicht wisse, ob sie Drama oder Comedy sein will. Trotz der eher richtungslosen Geschichte trumpfe der Film schlussendlich mit lustigen Dialogen, schrägen Nebenfiguren und einer entzückenden Lily James auf.
Sidney Schering vergab auf Filmstarts.de 2,5 von 5 Sternen, der Film biete „dank seines hübschen Looks und seiner charmant geschriebenen Figuren kurzweilig-warmherziges Vergnügen für zwischendurch“. Auf den ersten Blick räume dieser mit Vorurteilen auf, schaue man aber genau hin, erweise sich der Kulturaustausch-Aspekt „als freundlich gemeinter Schall und bunter Rauch“.
Anke Sterneborg bewertete den Film auf epd-film.de mit vier von fünf Sternen, in der Culture-Clash-Komödie würden westliche und indische Methoden der Lebenspartnerfindung lustvoll und nicht dumm gegeneinander ausgespielt. Der Film markiere die Rückkehr von Regisseur Shekhar Kapur zu einem Kino der sinnlichen Schauwerte, mit opulent farbenfrohen Kostümen und grandiosen Kulissen.